# Лесиче
Лесиче е село в Северна България. То се намира в община Елена, област Велико Търново.
Старото име на селото е Тилкилери. Към 1934 г. селото има 88 жители. В днешно време няма постоянно население. Влиза в землището на с. Майско.